# Lietuvos nacionalinis radijas ir televizija
Lietuvos nacionalinis radijas ir televizija of kortweg LRT, is de publieke omroep van Litouwen, gevestigd in Vilnius. De LRT wordt grotendeels gefinancierd door de Litouwse overheid. In 1926 werd begonnen met radio-uitzendingen, de televisie volgde in 1957.

## Geschiedenis
In de avond van 12 juni 1926 startte de omroep met zijn eerste reguliere uitzending. Hierbij werd er muziek gedraaid vanaf platen, werd het nieuws wat in de kranten stond die dag en het weerbericht verteld. Rond die tijd konden net iets meer dan 300 mensen in Litouwen zich afstemmen op de zender die vanuit het radio station van Kaunas uitzond. De omroep moest het eerst op eigen houtje financieren, pas vanaf 1929 kreeg het staatssteun.
Bijna vijftien jaar na de oprichting, in 1939, werd de omroep verhuisd naar de hoofdstad Vilnius, waar het nog steeds zit.
Aan het begin van de Tweede Wereldoorlog werd de omroep bezet door het Rode Leger, waardoor het in handen viel van de Sovjet-Unie. De Sovjet-Unie gebruikte de omroep toen voor zijn eigen doeleinden en zond veel pro-Stalin propaganda uit op de radio. Daarbij werd er ook radioprogramma's met Russische taallessen uitgezonden.
Tijdens een inval van de Duitsers in 1941 werd er uit de radio stations in Kaunas, Vilnius en Klaipėda apparatuur gestolen en naar Duitsland gebracht. Daarbij werd het radio station van Kaunas opgeblazen. Na het einde van de Tweede Wereldoorlog werd het station weer opgebouwd.
Op 30 december 1957 kwam de eerste televisie-uitzending op de Litouwse televisie. Het duurde tot 1957 totdat er in kleur kon worden uitgezonden.
In 1993 trad het land toe tot de Europese Radio-unie waardoor het kan deelnemen aan het Junior Eurovisiesongfestival, Eurovisiesongfestival, Eurovision Young Dancers en Eurovision Young Musicians. Hedendaags neemt de omroep alleen deel aan het Eurovisiesongfestival.
Op 23 december 2013 werd er door het Litouwse parlement besloten dat er vanaf 1 januari 2015 geen reclame meer op de zenders van de omroep mag worden uitgezonden.

## Zenders

### Radio
- LRT Radijas
- LRT Klasika
- LRT Opus

### Televisie
- LRT televizija
- LRT Plius
- LRT Lituanica